# Cretascymnus beauryi
Cretascymnus beauryi ist eine ausgestorbene Art der Dornhaiartigen, die während der Oberkreide gelebt hat und nach derzeitigen Erkenntnissen dem Massenaussterben an der Kreide-Paläogen-Grenze zum Opfer gefallen ist.
Im Rahmen einer Grabungsaktion wurden in der Nähe von Waidach (Österreich, Land Salzburg) Sedimente beprobt, die vom Paläozän (Danium) über die Kreide-Paläogen-Grenze hinweg bis in die Oberkreide (Maastrichtium) reichten. Dabei wurde festgestellt, dass sich die artliche Zusammensetzung der Haifauna nach der Kreide-Paläogen-Grenze deutlich verändert hat und zum Beispiel die im Maastrichtium dominanten Art Cretascymnus beauryi offenbar ausgestorben ist.
Das Typmaterial wird im Naturhistorischem Museum Wien aufbewahrt.

## Merkmale
Die Beschreibung dieser fossilen Art beruht auf zahlreichen sehr gut erhaltenen Zähne des Ober- und Unterkiefers.

### Unterkieferzähne
Die Unterkieferzähne sind seitlich abgeflacht, maximal 2 mm hoch und besitzen eine stark zum Mundwinkel hin geneigte Zahnspitze. Die Höhe der Zähne nimmt zum Mundwinkel hin ab. Distal, unterhalb der Zahnkrone, bildet der Schmelz einen gerundeten Höcker (Talon) aus. Auf der Außenseite der Zähne (Labialseite) befindet sich ein breiter, zur Wurzel hin spitz zulaufender Schmelzzapfen (Apron).
Auf jeder Seite des Aprons befinden sich ein oder zwei margino-labiale Foramina. Eine deutliche Nährstoffrinne verläuft vom medio-lingualen oder zentralen Foramen zum unteren Wurzelrand.

### Oberkieferzähne
Die Zähne des Oberkiefers sind kleine, einspitzige Zähne mit einer Gesamthöhe von maximal 1,3 mm. Die schlanke Krone ist länglich und im Profil lingual geneigt. Die Zähne haben in der Regel eine glatte Kronenoberfläche, aber am unteren Rand der Innenseite können schwache Schmelzfalten auftreten. Im Gegensatz zu den vorderen Zähnen werden die seitlichen Zähne allmählich niedriger und kleiner. Diese Zähne haben einen dreieckigen Umriss und sind stark labio-lingual komprimiert. Die Zahnkrone ist zum Mundwinkel hin geneigt.